# Багратионовский проезд
Багратио́новский прое́зд (до 1956 — Станционная улица) — проезд в Западном административном округе города Москвы на территории района Филёвский Парк. Проходит между Новозаводской улицей и улицей Барклая. Слева примыкает Промышленный проезд, справа — Тучковская улица. Нумерация домов начинается от Новозаводской улицы.

## Происхождение названия
Назван 13 января 1956 года в честь героя Отечественной войны 1812 года, полководца Петра Ивановича Багратиона. Старое название — Станционная улица — было дано по находящийся поблизости железнодорожной станции «Фили» Белорусского направления МЖД в 1942 году.

## Здания и сооружения
По нечётной стороне:
- № 5 — Торговый комплекс «Филион»
- № 7 — Торговый комплекс «Горбушкин двор»

По чётной стороне:
- № 16a — Электродепо «Фили»
- № 18 — Центр услуг связи «Филёвский-1» ОАО «МГТС»

## Транспорт
По проезду проходят автобусы 116, 366, 470, с369.

### Ближайшие станции метро
На проезде расположены выходы из станций метро:
- «Фили» (в начале проезда)
- «Багратионовская» (в конце проезда)